# Gallenweiler
Gallenweiler ist ein Ortsteil von Heitersheim in Südbaden mit ca. 522 Einwohnern. 
Gallenweiler liegt zwei Kilometer von der Malteserstadt Heitersheim entfernt. Von Feldern und Wiesen umrahmt, hat es sich seinen dörflichen Charakter bewahrt. Mitten durch den Ort fließt der Eschbach.

## Geschichte
Gallenweiler wurde im Jahre 775 als Besitz des Klosters Lorsch zum ersten Mal urkundlich erwähnt, jedoch weisen alemannische Plattengräber und Skelettfunde darauf hin, dass der Ort im 6. oder 7. Jahrhundert schon existiert haben muss und wahrscheinlich um 800 seinen Namen erhielt auf Grund seiner Zugehörigkeit zum Kloster St. Gallen. Im 14. Jahrhundert kam Gallenweiler zur badisch-markgräflichen Herrschaft Badenweiler und gehörte zur Vogtei Laufen. Bis ins 15. Jahrhundert existierte auf der heutigen Gemarkung von Gallenweiler noch der Ort Muttikofen, der dann zur Wüstung wurde. 
Gallenweiler  wurde nach der Reformation 1556 eine evangelische Enklave im katholischen Fürstentum Heitersheim. Im Jahre 1793 entstand aus einer Kapelle der heutige Kirchenbau, der 1863–1866 durch einen dreistöckigen Backsteinturm ergänzt wurde. Am 1. Dezember 1971 wurde die bis dahin selbstständige Gemeinde Gallenweiler im Rahmen der Kreisreform nach Heitersheim eingemeindet. Am 1. Januar 1973 wurde der Landkreis Müllheim aufgelöst, dem Gallenweiler bis zuletzt angehörte. Dadurch gelangte Gallenweiler zum neugebildeten Landkreis Breisgau-Hochschwarzwald.

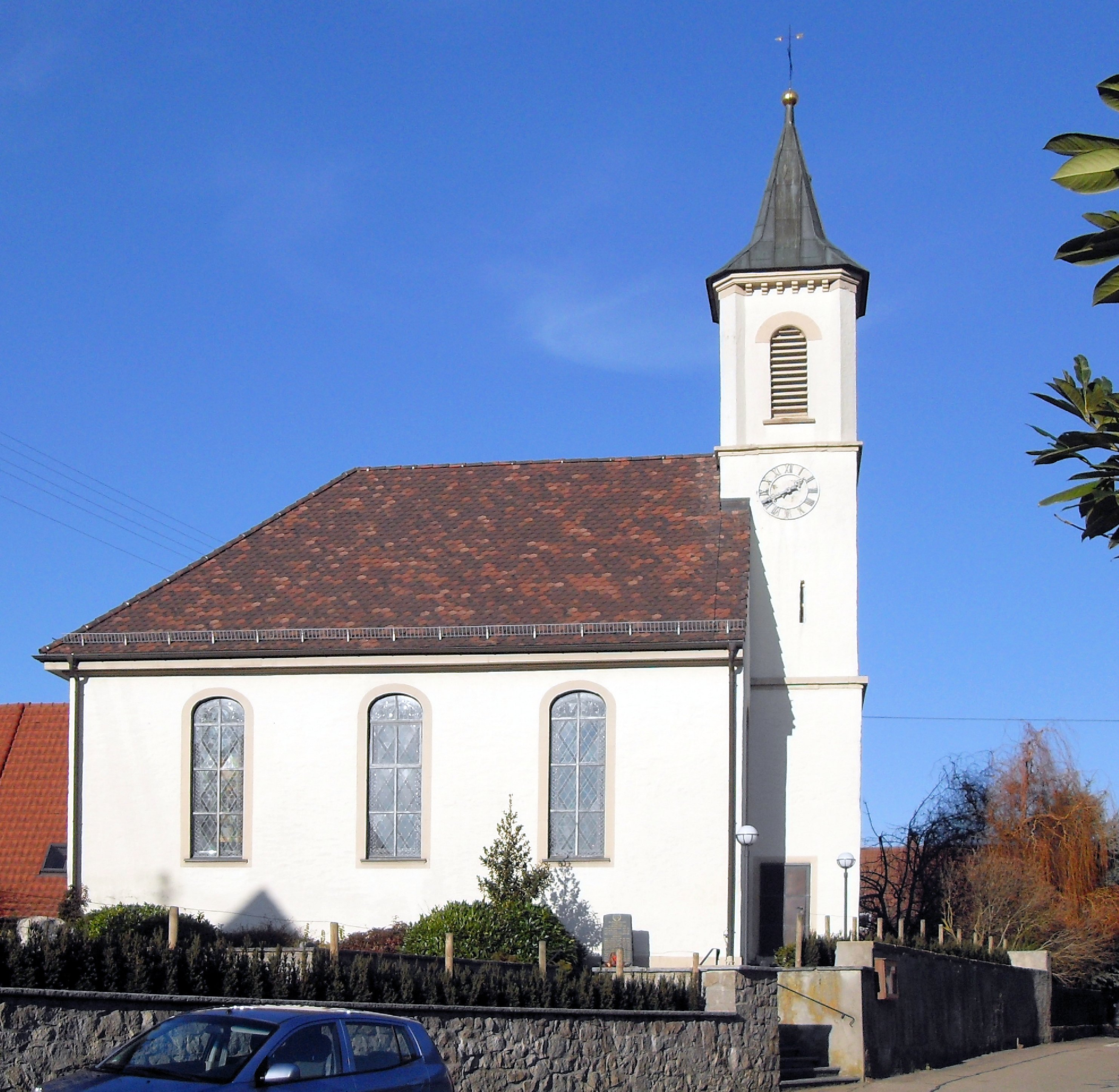
Evangelische Kirche Gallenweiler